# Euplectrus leucotrophis
Euplectrus leucotrophis är en stekelart som beskrevs av Howard 1885. Euplectrus leucotrophis ingår i släktet Euplectrus och familjen finglanssteklar. Inga underarter finns listade i Catalogue of Life.